# 3. tanková divize (Wehrmacht)

Znak 3. tankové divize.

3. tanková divize (zkrt. 3. Pz.Div.) vznikla v roce 1935. Její sídlo bylo v Berlíně. V roce 1938 měla divize nejvíce tanků ze všech divizí, celkově 381. První bojové zkušenosti získala během občanské války ve Španělsku jako součást Legie Condor.

## Bojové nasazení
Divize bojovala převážně na východní frontě.

### Polská kampaň
Divize vedla kampaň proti Polsku v Pomořansku a její akce vedly směrem na Brest-Litovsk. Dne 16. září 1939 se zde setkala s Rudou armádou. Koncem září se jednotka vrátila na domovskou základnu.

### Francouzské tažení
Na začátku roku 1940 se divize přesunula k Osnabrücku, odtud zahájila kampaň směrem na Maastricht a pokračovala do Belgie. Jednotka poté pokračovala směrem k řece Sommě a svoji kampaň zakončila u Grenoblu, poté byla jednotka stažena zpět na svoji domovskou základnu.

### Operace Barbarossa a boje na východní frontě
Jednotka byla přesunuta k Brest-Litevsku a její postup byl směrem na Minsk. Podílela se na obklíčení a dobytí Smolenska. Pak se jednotka stočila na jih a uzavřela kyjevskou kapsu. Jednotka poté zaútočila na Moskvu a odtud se stáhla ke Kursku, kde do konce února 1942 odrážela sovětské protiútoky. Jednotka se poté neúspěšně snažila dostat na Kavkaz. Na začátku roku 1943 se divize přemístila k Rostovu. Během operace Citadela bojovala na jihu fronty. Poté se divize začala využívat k záchraně fronty, jakmile Rudá armáda provedla průlom, tak divize byla poslána k zastavení průlomu. Divize poté bojovala na východní frontě na jižní části fronty. Přes řeku Dněstr se stahovala směrem ke Kišiněvu a poté se stáhla k Maďarsku, kde bojovala u Székesfehérváru. Poté se divize stáhla do Rakouska, kde se u města Steyru vzdala americkým jednotkám.

## Velitelé
Seznam velitelů divize
- Generalporučík Ernst Feßmann (15.10.1935-30.09.1937)
- Generalporučík Leo Geyr von Schweppenburg (12.10.1937-07.10.1939)
- Generalporučík Horst Stumpff (07.10.1939-09.1940)
- Generalporučík Friedrich Kühn (09.1940-04.10.1940)
- Generalporučík Horst Stumpff (04.10.1940-13.11.1940)
- Generalporučík Walter Model (13.11.1940-02.10.1941)
- Generalporučík Hermann Breith (02.10.1941-01.10.1942)
- Generalporučík Franz Westhoven (1.10.1942-25.10.1943)
- Generalporučík Fritz Bayerlein (25.10.1943-05.01.1944)
- plukovník Rudolf Lang (05.01.1944-25.05.1944 )
- Generalporučík Wilhelm Philipps (25.05.1944-01.01.1945)
- Generalmajor Wilhelm Söth (01.01.1945-19.04.1945)
- plukovník Volkmar Schöne (19.04.1945-08.05.1945)

## Známí příslušníci divize
- Benno von Arent (1898–1956), byl architektem a „Reichsbühnenbildner“ (Říšský divadelní tvůrce)
- Vicco von Bülow (1923–2011), německý humorista
- Karl Hanke (1903–1945), byl německý politický funkcionář, od dubna do května 1945 říšský vůdce